# Falò

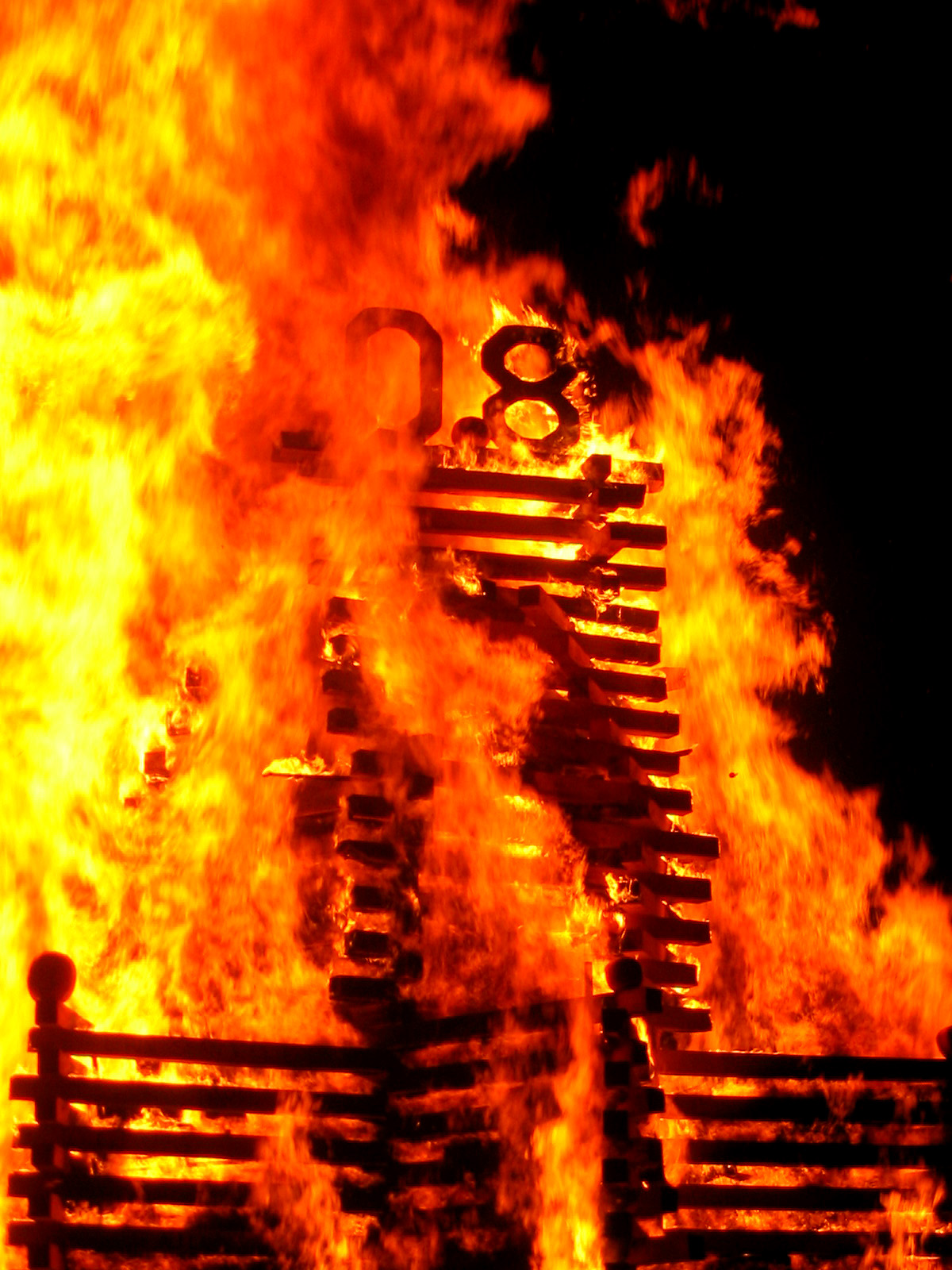
Falò

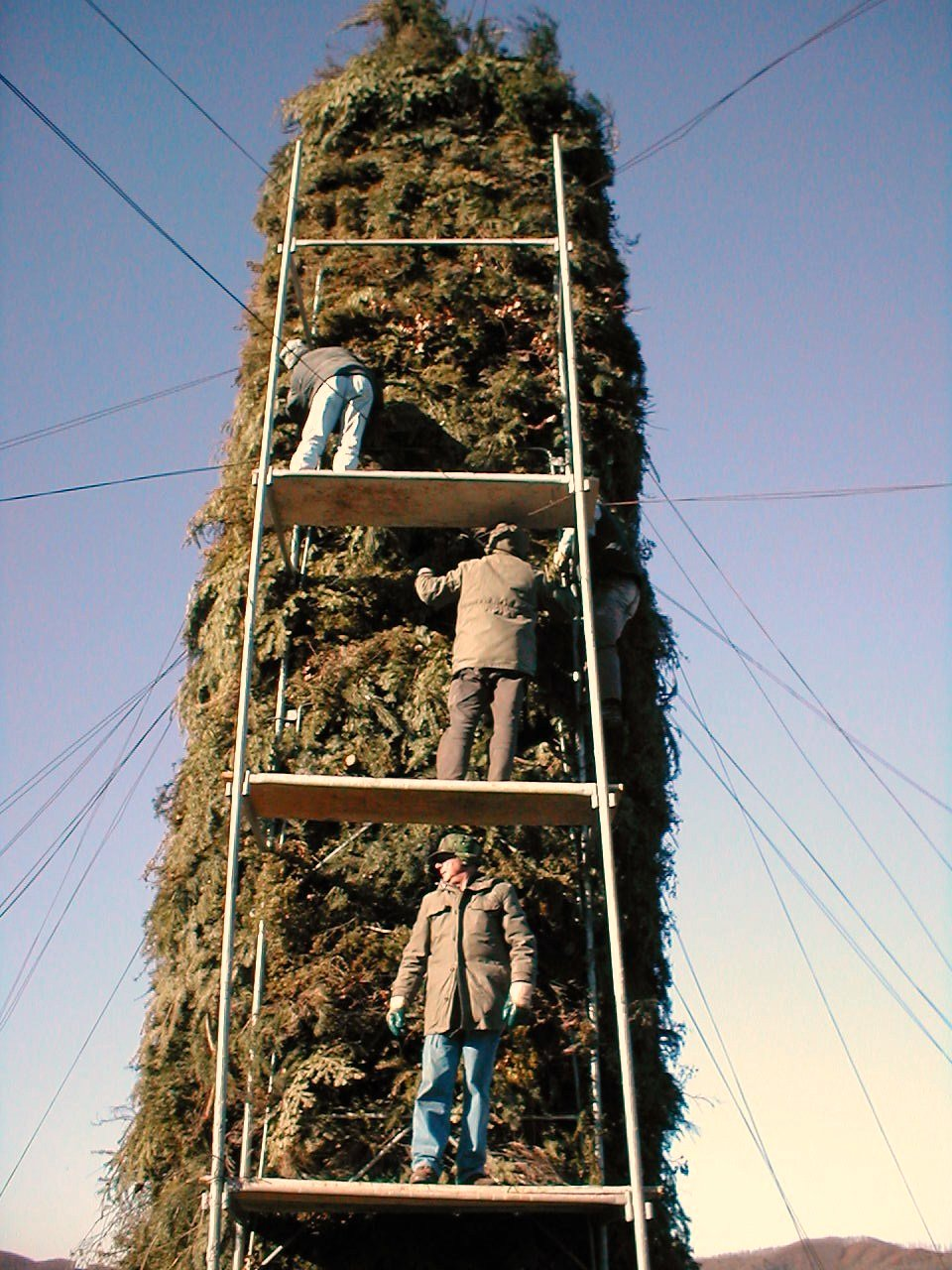
Costruzione del falò in Garfagnana

Un falò è un grande fuoco  effettuato all'aperto.

## Celebrazioni

### Religiose
Il falò è parte di un rituale di purificazione e di consacrazione.
In molte regioni dell'Europa continentale, falò sono fatti tradizionalmente in occasione di alcune feste religiose cristiane, come il 16 gennaio (vigilia della ricorrenza di sant'Antonio Abate), il Sabato santo, l'8 maggio (solennità dell'Apparizione di san Michele Arcangelo sul Monte Gargano), il 24 giugno (che è, per i cattolici, la solennità di San Giovanni Battista), il 27 dicembre in quel di Ailano in occasione dei festeggiamenti del santo patrono San Giovanni Apostolo ed Evangelista. Questi riti sono spesso messi in correlazione con precedenti riti pagani: è tuttavia difficile stabilire quanto effettivamente derivi da pratiche precristiane e quanto dipenda dal valore simbolico che il fuoco riveste di per sé.

#### In Italia
La notte tra il 10 e l’11 agosto, comunemente nota come notte di San Lorenzo, si sta in spiaggia accendendò falò (quasi sempre, facendo barbecue e consumando alcolici, tra amici) e assistendo all’eventuale spettacolo pirotecnico locale e soprattutto alle Perseidi, stelle cadenti la cui alta concentrazione è nel pieno dell’estate (10-12 agosto).
A Torino, vi è la festa di San Giovanni, Santo Patrono della città, che viene celebrata la sera precedente (il 23 giugno) con l'accensione del tradizionale farò, un falò, il cui nome per esteso è falò di San Giovanni, che secondo la tradizione, in base alla direzione in cui collassa è di buono o cattivo auspicio annuale per la città.
In Valle d'Aosta il 29 giugno in occasione della festa di San Pietro e San Paolo vengono accesi dei falò sulle cime delle montagne è, un'antica ricorrenza contadina tramandata da tempi antichi.
Nel Nord-Est Italia, dei falò di inizio anno sono effettuati per l'Epifania (6 gennaio). Sulla cima del falò è collocata una strega di paglia vestita con abiti vecchi. La tradizione ha probabilmente origini pre-cristiane e simboleggia l'anno vecchio che è bruciato e che quindi è pronto per nascere nuovamente.
Nell'ovest Milanese il fantoccio viene bruciato sul falò del 26 gennaio. La strega di paglia veniva portata in processione scherzosa per le contrade accompagnata dai ragazzini festanti poi posta alla cima della catasta di fascine e incendiato. La Gioeubia, così era chiamato il fantoccio, impersonava le privazioni dell'inverno che si sperava venissero bruciate e finite. Poco dopo si traevano auspici dai giorni della merla e successivamente veniva S. Biagio con la benedizione di dolci e poi l'offerta dei ceri alla chiesa, Candelora, 2 e 3 febbraio. Le braci dei falò erano poi poste negli scaldini degli anziani
In Liguria, in particolare nel capoluogo e nello spezzino si accendono ancora oggi i tradizionali falò nel giorno di S. Giovanni Battista. Nello spezzino tale falò viene chiamato in dialetto locale battiston.
In Garfagnana, più precisamente nel comune di Minucciano (Lucca), i falò vengono accesi la sera di Natale (ore 18:00, momento in cui le campane suonano l'"Ave Maria"). Da ricollegarsi probabilmente alla festa della luce di età romana, oggi ha lo scopo di scaldare la venuta del Signore nella fredda notte di Natale. I falò alti anche oltre 12 metri, costruiti intrecciando rami di ginepro a un palo di castagno, sono prevalentemente eretti in punti molto alti a dominare le vallate circostanti.
Nel territorio circostante Milano i falò si accendono in prossimità del 17 gennaio, ricorrenza di S. Antonio abate, da cui la festa prende il nome popolare di "Falò di S. Antonio". Il fuoco costituisce uno degli attributi iconografici legati alla figura di Sant'Antonio, al punto che ad alcune patologie caratterizzate da esantemi cutanei viene dato ancora oggi il nome "Fuoco di S. Antonio". La tradizione dei falò è tuttora viva persino in alcuni parchi pubblici di Milano: nel Parco delle Cave e nel Boscoincittà si accompagna abitualmente a canti popolari, danze e alla degustazione di vin brulé. Da secoli, presso Linterno e numerose altre cascine dell'ovest milanese, fa parte della tradizione il trarre auspici dal movimento della "barba" del santo, ovvero dalla fine sospensione di materiale incandescente che i contadini producono smuovendo con forche da fieno la brace del falò quando la fiamma viva del materiale combustibile si è spenta.
In Romagna, nella notte tra il 18 e il 19 marzo, si celebra San Giuseppe con un grande falò, detto focarina o fogheraccia. Talvolta in tale occasione si dà fuoco alla "vecchia" (ségavëcia), altrimenti bruciata il giovedì di mezza quaresima. Nelle zone rurali un rito simile si svolgeva negli ultimi tre giorni di febbraio e i primi tre di marzo con la "Lôm a mèrz" (luce a marzo) con l'accensione di grandi fuochi per propiziarsi quel mese. Ma a Cesena, al falò di S. Giuseppe, è tradizione affiancare, il 24 giugno, un ulteriore falò dedicato a S. Giovanni, come avviene in molte città che hanno questo santo come patrono. 
Nelle Marche, nella notte tra il 9 e il 10 dicembre, si celebra con grandi falò accesi nelle città e nelle campagne la Festa della Venuta, legata all'arrivo a Loreto della Santa Casa di Nazaret. La festa, originaria del XII secolo, è stata diffusa in tutta la regione nel XVII secolo dall'opera del frate cappuccino anconitano fra Tommaso. L'usanza è viva ancor oggi, tanto che la sua data è stata scelta per celebrare la "Giornata delle Marche".

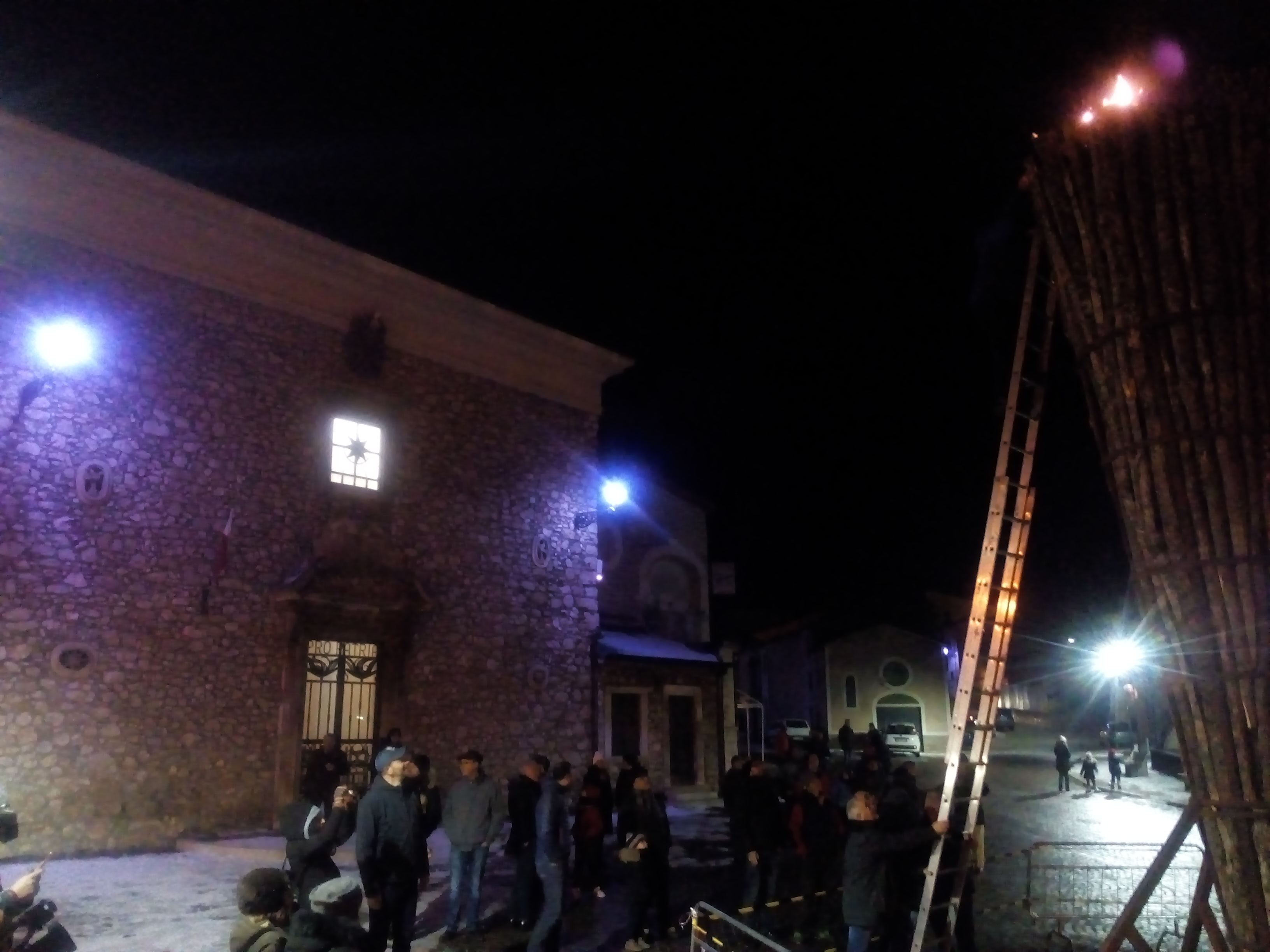
Il falò di Sant'Antonio a Collelongo (AQ)

In Abruzzo vi è la Festa delle Farchie nel comune di Fara Filiorum Petri (CH) in cui si bruciano dei grossi fasci di canne legati con rami di salice rosso. 
Ad Avezzano, in occasione della festa della Madonna di Pietraquaria, la sera del 26 aprile vengono accesi ogni anno i falò devozionali detti "focaracci".
I falò in onore di Sant'Antonio si fanno anche nei paesi di Collelongo e Villavallelonga, è una costante più o meno in tutti i paesi in occasione dell'Immacolata (8 dicembre), particolarmente suggestivi i Faugni di Atri; a San Salvo si tiene un falò anche per la festa locale di San Tommaso. 
In Molise si accendono falò in occasione della celebrazione della Ndocciata ad Agnone e del Natale di Oratino.
Nel Salento i falò sono denominati focare e avvengono in quasi tutti i paesi in coincidenza con la festa di Sant'Antonio Abate a gennaio, per la costruzione si usano gli scarti della potatura della vigna, il più famoso (per dimensioni) è quello di Novoli. Sempre in Puglia, a San Marzano (TA) si svolge il tradizionale Falò di San Giuseppe, ogni anno il 18 Marzo, detto "Ziarr i Madhe" che è il più grande e antico in Italia. Nato nel lontano 1866. È unico in quanto viene realizzato con oltre 50 carri di fascine di ulivo, trainati da cavalli più 5000 persone trasportano tronchi sulle spalle. Alcuni cavalli si inginocchiano davanti al Santo Patrono San Giuseppe, in segno di forte devozione. San Marzano è un paese di origine balkana, si parla ancora la lingua del 1400 di Giorgio Skanderbeg.
In Campania, nel comune di Gesualdo (AV), i falò, detti "vambalerie", vengono accesi per le vie e contrade della cittadina la sera del 30 novembre, in occasione dei festeggiamenti in onore di Sant'Andrea. La tradizione secolare nacque nel primo Ottocento a seguito dell'abbattimento del tiglio di Piazza Belvedere (oggi Piazza Umberto I), il cui legno venne in parte bruciato e in parte utilizzato per realizzare la statua del santo, ancora oggi custodita nella chiesa madre di San Nicola.
In Irpinia vi è anche "La Notte dei Falò" a Nusco (AV). Si tratta di una grande festa divisa in tre serate, nel mese di gennaio (non c'è una data precisa, di solito tra la seconda e la terza settimana), con l'accensione di innumerevoli falò di grandi dimensioni per le strade e i vicoli del borgo.
Anche a Castrovillari, in Calabria, provincia di Cosenza, il 18 marzo vigilia della festa di San Giuseppe, si accendono grandi falò per ricevere benedizione dal Santo, attorno al falò si balla e si degustano le specialità locali.
Sempre in Calabria nei comuni di San Marco Argentano, Malvito, un grande falò viene fatto bruciare nella piazza principale del paese, il giorno 7 Dicembre per festeggiare la vigilia dell'Immacolata. Il falò è simbolo della tradizione millenaria dei paesi Normanni.
In un comune calabrese, Taurianova (RC), viene acceso un grande falò detto "u mbitu" (l'invito) il 29 agosto nella piazza antistante il duomo per celebrare l'inizio della novena in onore della Madonna della Montagna, protettrice del comune. In questa occasione vengono bruciati i "luppinazza", ovvero piante di lupini ormai seccate.
In Sicilia i falò vengono accesi nella notte di Ferragosto (tra il 14 ed il 15 agosto). Nei pressi di Pachino in provincia di Siracusa e nella provincia di Messina, la tradizione si ripete anche la notte del 10 agosto, quando centinaia di fuochi si concentrano in riva al mare, creando uno spettacolo animato da musica, danze e piatti tipici locali.  In provincia di Catania ed in molti Centri della valle dell'Alcantara la sera del 24 dicembre vengono approntati, nella piazza principale dei grandi falò,  hanno una denominazione specifica "  Zuccu "  o " Zuccu di Natale "  .
In Sardegna è conosciuto a livello provinciale e regionale il falò che si celebra per i festeggiamenti di Santa Reparata a Narbolia. Il giorno prima della ricorrenza del martirio (8 ottobre) quindi il 7 ottobre nel paese si accende un grande falò che è stato precedentemente portato dai giovani del paese. La ricorrenza si chiama "Su Cavalloi". Infatti sono i giovani che recandosi in territorio di Narbolia a Is Arenas prendono la legna.

#### In altri paesi europei
In svariate popolazioni con origini o in contatto con quelle germaniche, solitamente in prossimità dei solstizi, si praticano festeggiamenti derivati dal rito del Nodfyr oppure dalla tradizione celtica.
Tuttora tra le popolazioni slave si celebra la festa alla vigilia dell'Ivan Kupala (festa di San Giovanni), nella notte del 23 giugno.
Sempre nella stessa notte, nel sud e ovest d'Irlanda, i festeggiamenti del santo sono noti come Bonfire Night.
In Danimarca, sempre nella notte del 23 giugno, nel falò viene bruciata una strega fatta da paglia e vestiti.
In Irlanda, falò sono effettuati anche nella notte del 31 ottobre per festeggiare Halloween e in occasione della festa di san Patrizio, poco prima dell'equinozio di primavera.

### Eventi storici
In Gran Bretagna, falò vengono allestiti per la "Guy Fawkes Night", il 5 novembre (conosciuta anche come "la notte dei falò"), una commemorazione annuale della Congiura delle polveri.
In Irlanda del Nord, fuochi sono associati alle celebrazioni per l'anniversario della battaglia del Boyne, che ha avuto luogo il 12 luglio 1690.
Alla vigilia di Natale, nel sud della Louisiana, falò sono costruiti lungo il fiume Mississippi per illuminare la strada a Santa Claus, il quale si muove lungo il fiume con la sua piroga, trainato da otto alligatori. Questa particolare tradizione è un evento annuale a St James Parish, Louisiana.

## Galleria d'immagini

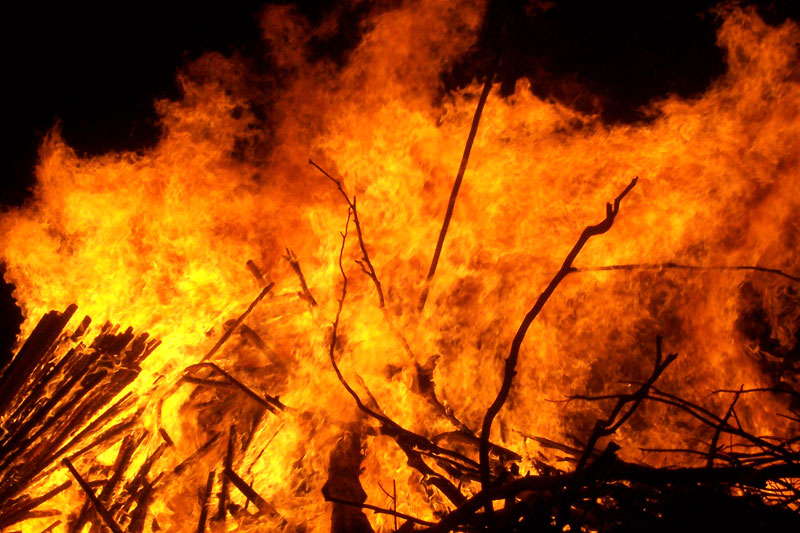
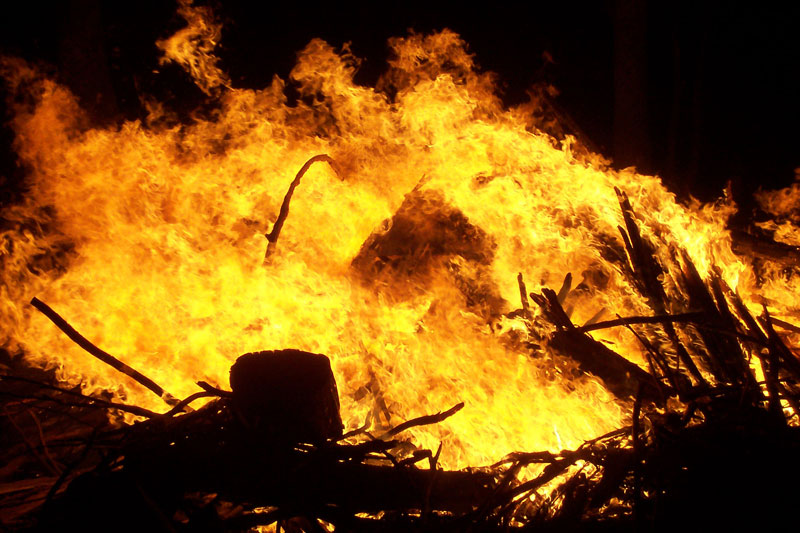
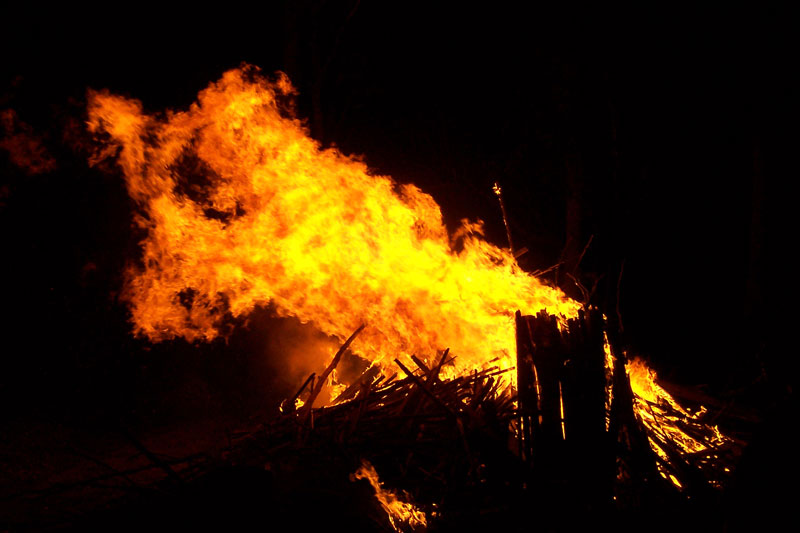
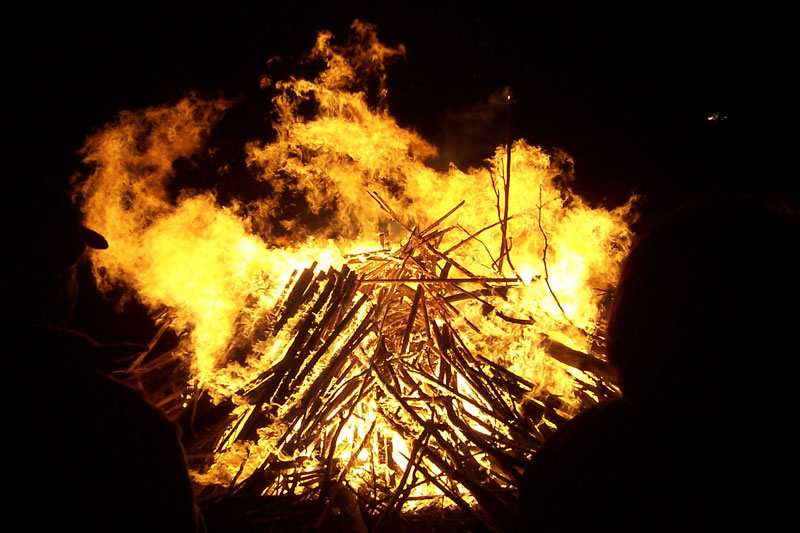
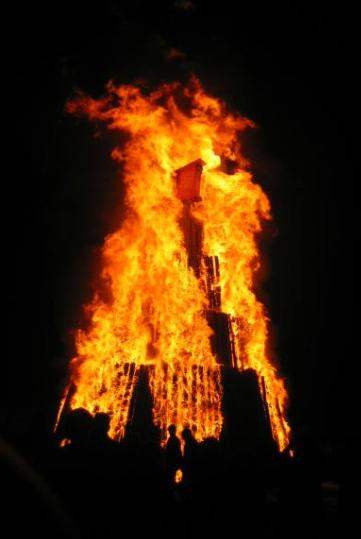
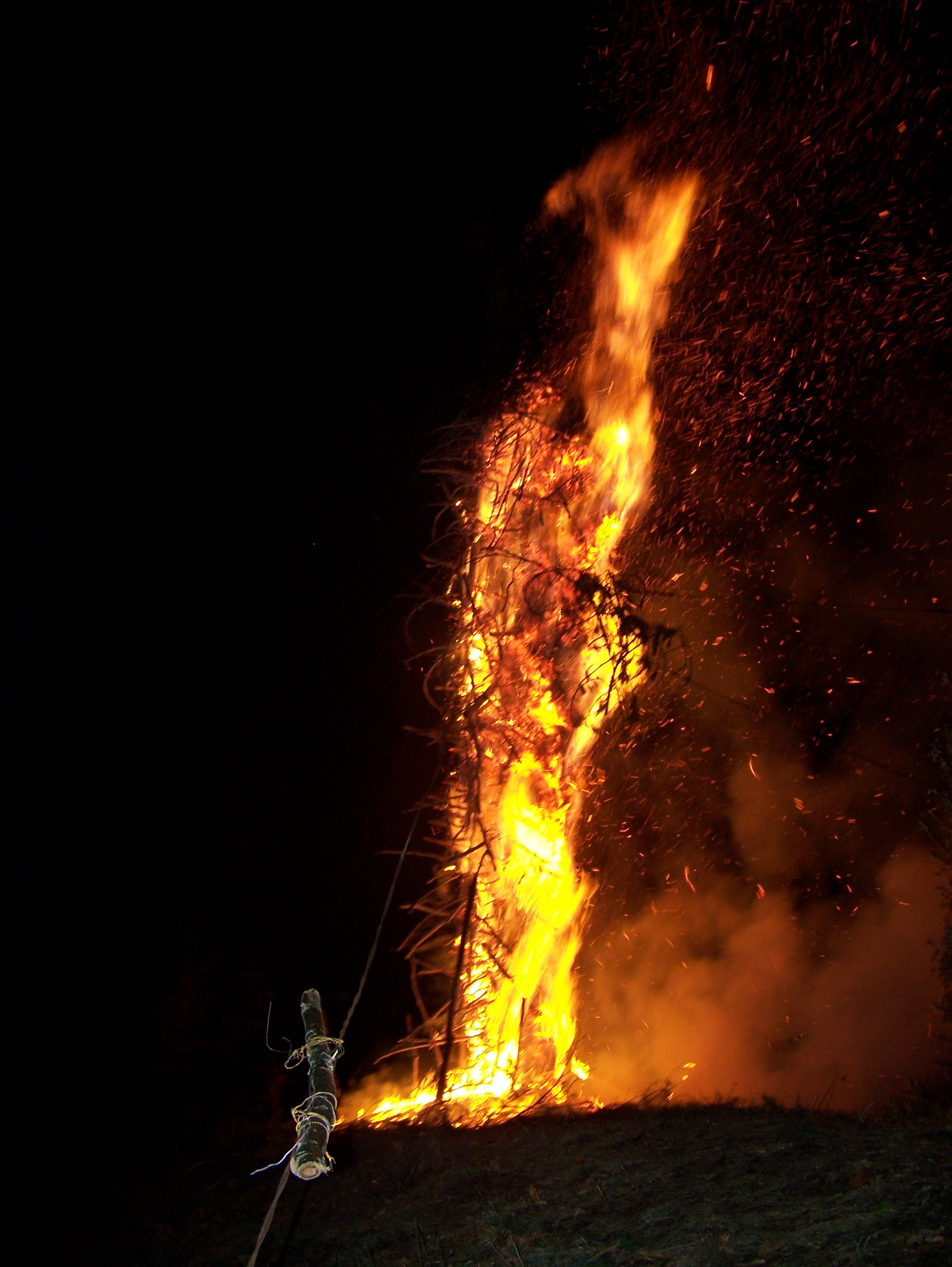
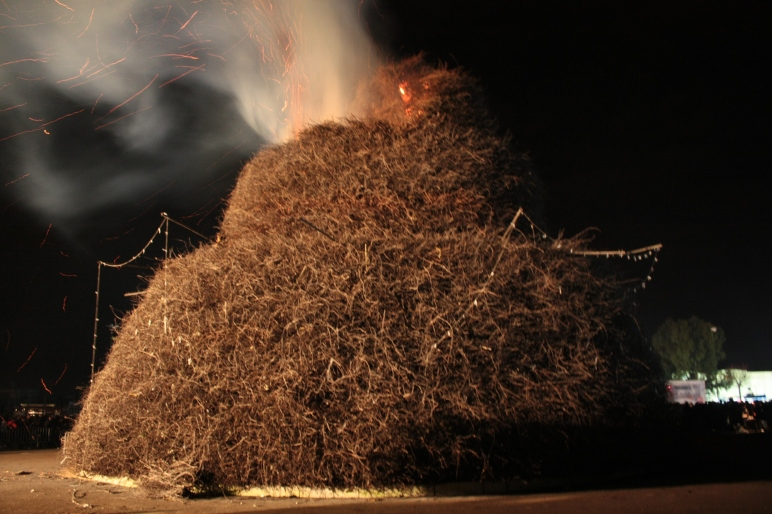